# Cristinești (okręg Botoszany)
Cristinești – wieś w Rumunii, w okręgu Botoszany, w gminie Cristinești. W 2011 roku liczyła 1136 mieszkańców.